# Orkiestra Kameralna Wratislavia

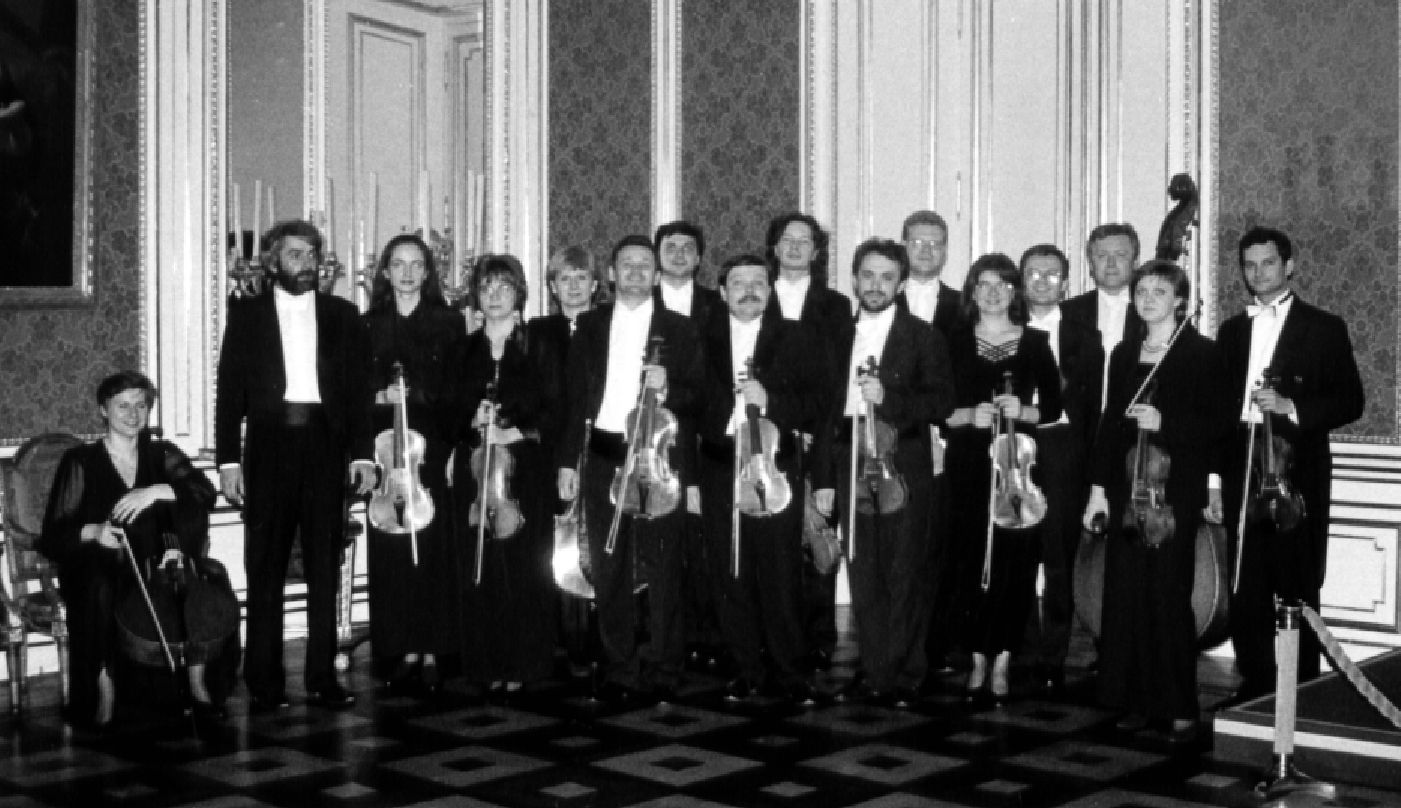
Orkiestra Kameralna Wratislavia w dniu koncertu inaugurującego działalność, 1996

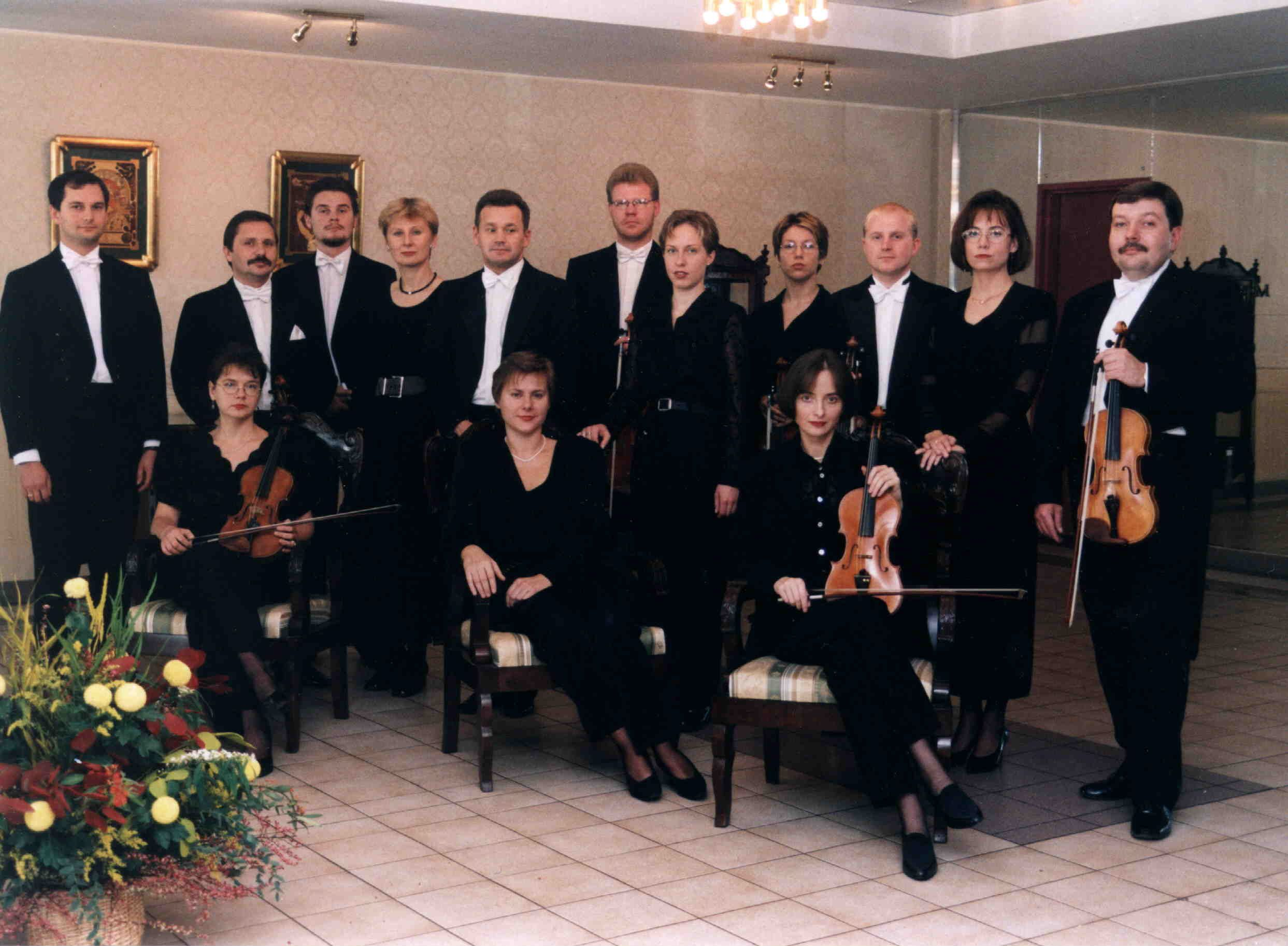
Orkiestra Kameralna Wratislavia, 1998

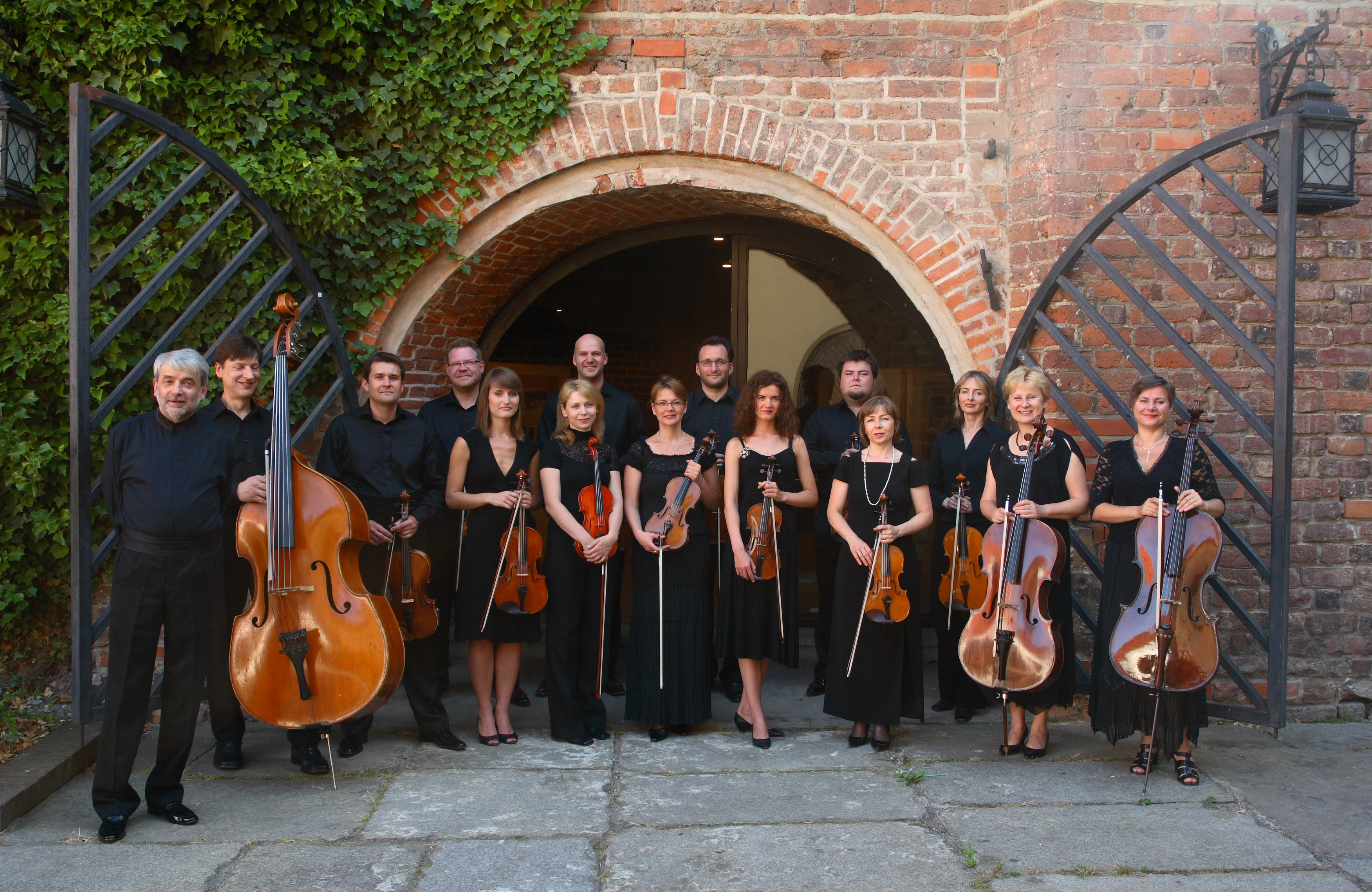
Orkiestra Kameralna Wratislavia, 2010

Orkiestra Kameralna Wratislavia – polska orkiestra smyczkowa założona w 1996 roku przez Jana Staniendę, który był  wieloletnim koncertmistrzem, dyrygentem i dyrektorem artystycznym zespołu. Orkiestra wykonuje muzykę od barokowej po współczesną i występuje w klasycznym składzie orkiestry mozartowskiej, powiększając zespół w zależności od repertuaru.

## Ważniejsze koncerty
Muzycy tworzący Wratislavię występowali m.in. z Yehudi Menuhinem, Grzegorzem Nowakiem, Krystianem Zimermanem, Jamesem Galwayem, Pawłem Przytockim, Sharon Kam. Stanowili oni trzon grupy smyczkowej orkiestry Sinfonia Helvetica, koncertującej w Szwajcarii i we Włoszech oraz zespołu Menuhin Festival Orchestra, z którym odbyli tournée po Japonii (Suntory Hall w Tokio, Salamanca Hall w Gifu oraz The Symphony Hall w Osace) i Niemczech (Beethovenhalle w Bonn i Philharmonie Gasteig w Monachium). Koncertowali także w Waterfront Hall w Belfaście, Symphony Hall w Birmingham czy w Filharmonii Berlińskiej. Współtworzyli także oprawę muzyczną Igrzysk Olimpijskich w Atlancie.
Pierwszy koncert Orkiestry odbył się w ramach festiwalu Warszawskie Spotkania Muzyczne Muzyka Dawna – Muzyka Nowa 1996. A później nastąpiło całe pasmo koncertów w Polsce i na świecie, jak choćby: Warszawa (Filharmonia Narodowa, Zamek Królewski), Łańcut (Muzyczny Festiwal), Wrocław (festiwale Wratislavia Cantans i Musica Polonica Nova), Niemcy (Berlin, Monachium), Petersburg i Syberia (Sezon Kultury Polskiej w Rosji 2008), Chiny (Introduction to the Chopin's Year in China 2009/2010) oraz Meksyk (Międzynarodowy Festiwal Cervantino oraz Festival de Música de Morelia Miguel Bernal Jimenez 2010). Wratislavia współtworzyła także oprawę muzyczną inauguracji 46. Kongresu Eucharystycznego we Wrocławiu goszczącego Papieża Jana Pawła II.

## Festiwal Muzyki KameralnejWieczory w Arsenale
Zespół stał się pomysłodawcą, a zarazem gospodarzem nowego oryginalnego wydarzenia muzycznego, jakie od 1997 roku na stałe weszło do muzycznego kalendarza Wrocławia – corocznego Festiwalu Muzyki Kameralnej Wieczory w Arsenale. Koncerty festiwalu odbywają się w zabytkowym wrocławskim Arsenale.

## Nagrania
- Serenady – Dvořák, Elgar, Czajkowski (1997, reedycja 2008)
- Muzyka Polska – Anonim Polski, Janiewicz, Słowiński, Radziwiłł, Twardowski, Augustyn (2001)[3] – nominacja do nagrody FRYDERYK 2001[4]
- Le Streghe 2 – Katarzyna Duda, skrzypce (2001)[5] – nominacja do nagrody FRYDERYK 2002[6]
- Mozart – Violin Concertos No. 4 & No. 5 – Dominika Falger, skrzypce (2004)[7] – Wrocławska Płyta Roku 2004[8] według Gazety Wyborczej
- The Baroque Oboe Concertos – Kama Grott, obój (2006)[9]
- Mozart – Violin Concertos No. 1 & No. 2, Adagio, Rondos – Dominika Falger, skrzypce (2006)[7][10]
- Mozart – Violin Concerto No. 3, Sinfonia Concertante – Dominika Falger, skrzypce; Johannes Flieder, altówka (2007)[7][11]
- Haydn – Cello Concertos, Denisov – Tod ist ein langer Schlaf – Marcin Zdunik, wiolonczela (2009)[12] – nagroda FRYDERYK 2010[13]